# Rizatriptan
Le rizatriptan, est une molécule de la classe des triptans et utilisé dans le traitement des migraines. Il est vendu entre autres sous le nom de marque Maxalt.

## Usage médical
C'est un médicament utilisé pour le traitement des migraines. Il doit être utilisé dès que le mal de tête commence. Il est pris par la bouche.

## Effets secondaires
Les effets secondaires courants comprennent les douleurs thoraciques, les étourdissements, la bouche sèche et les picotements; d'autres effets secondaires peuvent inclure l'infarctus du myocarde, les accidents vasculaires cérébraux, l'hypertension artérielle, le syndrome sérotoninergique et l'anaphylaxie. Une utilisation excessive peut entraîner des maux de tête par surconsommation de médicaments. Le rizatriptan appartient à la classe des triptans et on pense qu'il agit en activant le récepteur 5-HT1.

## Histoire
Le rizatriptan a été breveté en 1991 et est entré en usage médical en 1998. Il est disponible en tant que médicament générique. Une dose au Royaume-Uni coûte au NHS environ 3,10 livre sterling en 2019. Aux États-Unis, le prix de gros de ce montant est d'environ 0,73 dollars américains. En 2017, c'était le 204e médicament le plus couramment prescrit aux États-Unis, avec plus de deux millions d'ordonnances,.